# Benizélos Roúphos
Pour les articles homonymes, voir Venizélos.
Benizélos Roúphos (en grec moderne : Μπενιζέλος Ρούφος) (1795-18 mars 1868) est un homme d'État grec. Il est trois fois Premier ministre de Grèce.

## Biographie
Né à Patras au sein de la riche famille Kanakáris (el)-Roúphos (el), issue de la noblesse du royaume de Sicile, il est le fils d'Athanásios Kanakáris, combattant de la guerre d'indépendance grecque, et de Paraskeví Kostáki. Il épouse Victória Sisíni, fille du primat d'Élide Geórgios Sisínis puis, après la mort de celle-ci le 28 août 1836, María Koundourióti, veuve d'Hadjiyánnis Méxis et fille de Geórgios Koundouriótis.
Il fait partie de la Filikí Etería et lui verse 10 000 piastres. Pendant le gouvernement de Ioánnis Kapodístrias (1828-1830), Roúphos est gouverneur de l'Élide puis de Syros. En 1832, il devient membre du Sénat, et en 1835, il est nommé parmi les premiers membres du nouveau Conseil d'État, dont la création est inspirée par l'institution française. Plus tard, il est également ministre des Affaires étrangères du gouvernement de Geórgios Koundouriótis. En 1855, Roúphos est élu maire de Patras, un poste qu'il occupe pendant trois ans.
Lorsque le roi Othon Ier de Grèce est renversé en 1862, Roúphos devient l'un des trois régents (avec Konstantínos Kanáris et Dimítrios Voúlgaris) qui occupent le pouvoir du 10 octobre 1862 au 19 octobre 1863 au sein d'un gouvernement provisoire (el). Cependant il ne quitte quasiment pas Patras, ce qui, ajouté à la réticence de Kanáris, laisse la réalité du pouvoir entre les mains de Dimítrios Voúlgaris.
Roúphos sert ensuite trois fois en tant que Premier ministre de Grèce pendant le règne de Georges Ier de Grèce.